# Hendrik Smits
Hendrik Hans (Hendrik) Smits (Tapa Toean, 9 december 1907 – Bussum, 12 september 1976) was een Nederlands roeier. Hij nam eenmaal deel aan de Olympische Spelen, maar won bij die gelegenheid geen medaille.
Op de Olympische Spelen van 1928 in Amsterdam maakte hij op 20-jarige leeftijd zijn olympisch debuut bij het roeien. Hij was stuurman van de twee met stuurman. De roeiwedstrijden vonden plaats op de Ringvaart bij Sloten, omdat de Amstel was afgekeurd door de Internationale Roeibond FISA. De wedstrijdbaan van 2000 m was vrij smal en hierdoor was het olympische programma verlengd. Totaal was er 3000m rechte baan beschikbaar, zodat ook extra oefenwater beschikbaar was. In de eerste ronde verloren ze van de Belgen. De boot sloeg om en waren hiermee gelijk uitgeschakeld.
In zijn actieve tijd was hij aangesloten bij RV Willem III in Amsterdam.

## Palmares

### roeien (twee met stuurman)
- 1928: series OS - DNF

Tjapko van Bergen · 
Cornelis Dusseldorp · 
Hendrik Smits (stuurman)